# 戀愛論
《戀愛論》是日本文學家坂口安吾在1947年（昭和22年）發表的隨筆。

## 概要
坂口安吾提到，在日文中的「愛」與「戀」在意義上存在著差異，與歐美國家的想法不同。「愛」這個字較為沉靜、平和，透露出對於物的憐惜；而「戀」這個字則帶有強烈的渴求欲望。武士道認為「戀愛」帶有「私通」的概念，被定義為邪門歪道，使得「切支丹」的傳教士改為使用「珍視」這個詞來表達天主的愛、耶穌的愛。
在日常生活中，「愛」或「戀」常用「喜歡」來加以替代，因為直接說出「我愛你」似乎使人感到彆扭。但是「喜歡」這個詞卻不夠強烈，因此常被改為「非常喜歡」，藉此增強力道。
在明治維新過後，日文中出現了許多拼湊出的詞彙，還有各式各樣的同義詞，使得語意常常曖昧不明。使用不同的詞語便能夠清楚地給予區別，營造不同的氛圍，卻使人們錯失事物本身的深層奧秘。使用多樣性語言時，雖能夠因為話語被情緒籠罩而感到安心，卻會導致心境上的敷衍。人們對於戀愛有過多幻想，營造出過多的氛圍，但戀愛卻僅僅是「喜歡」而已，雖有心情上的不同差別，卻不是語言，也不是氛圍上的差別。
安吾提到，戀愛絕非永恆，只是一時的幻影，最後會幻滅，成年人深諳如此道理。但是，年輕人依然戀愛，無法被阻止。阻止人類戀愛，其道理與「人終將有一死，倒不如早死早超生」一樣，沒有任何意義。《萬葉集》與《古今集》中表露出的真情，抑或是人們戀愛時訴說的情話、互相往來的信件，在安吾的眼中其實與貓兒的鳴叫聲沒什麼兩樣。雖然這個敘述過於真實，但也不須特別解釋戀愛的模樣，因為不管是誰只要一戀愛就是這樣。此外，人們在戀愛兩三年後會毫無意外地感到厭倦，並且傾慕其他對象。此事在安吾眼中無法可解，也正在尋找屬於自己的答案。

## 外部連結
- 『戀愛論』：新字新仮名 - 青空文庫（日語）